# Terres de sang
Ne doit pas être confondue avec l'essai historique de Timothy Snyder Terres de sang : L'Europe entre Hitler et Staline.

Terres de sang (titre original en grec : Ματωμένα χώματα) est un roman de la femme de lettres grecque Didó Sotiríou. Il est également connu sous le titre D'un jardin d'Anatolie; Farewell Anatolia en anglais. Paru dans sa langue d'origine en 1962, il fut traduit dans plusieurs langues (anglais, allemand, turc, bulgare, estonien...) et deux fois en français. La première traduction, effectuée par Marie Dimu et adaptée par Christiane Mérigon, parut en 1965 aux éditions Les Éditeurs Français réunis sous le titre sous le titre D'un jardin d'Anatolie. Une autre traduction intitulée Terres de sang, par Jeanne Roques-Tesson, paru aux éditions Hatier en 1996. Celle-ci a été rééditée en 2018 chez Cambourakis.

## Résumé
L'histoire suit Manolis Axiotis, un paysan grec vivant dans un village d'Anatolie où Turcs et Grecs co-existaient pacifiquement dans les années précédant la Première Guerre mondiale. Avec l'entrée de l'Empire ottoman dans la guerre, le protagoniste est emmené comme prisonnier dans les bataillons de travaux forcés, les Amele Taburları. Après avoir survécu aux épreuves des travaux forcés, il retourne dans son village. Mais alors la guerre gréco-turque éclate et il rejoint l'armée grecque qui débarque en Anatolie. Au fur et à mesure de l'avancée des troupes grecques, Manolis perçoit l'absurdité de la guerre et son extrême violence. Après l'avancée initiale, il assiste à l'effondrement du front grec et à la retraite chaotique de l'armée, ainsi qu'aux massacres de la population grecque, culminant avec la destruction de Smyrne (actuelle Izmir).

## Réception
Terres de sang est considéré comme un monument de la littérature grecque. Très populaire en Grèce, il a été réimprimé  107 fois jusqu'à 2022 et se vendu à au moins 423 000 exemplaires. Et ceci malgré le fait que sa circulation fut interdite pendant la dictature militaire grecque de 1967-1974.
Grâce à ce livre, Dido Sotiriou a reçu en 1982 le prix turc Abdi İpekçi de la paix et de l'amitié.
Le roman a été adapté sous la forme d'une série télévisée réalisée par Costas Koutsomitis et diffusée sur la chaîne de télévision grecque Alpha TV de 2008 à 2009.

## Sources secondaires
- The Myth of Asia Minor in Greek Fiction de P. Macridge (2003)[5]
- Les mémoires de violences de P. Daros et M. Gironde (2009)[6]
- Addio Anatolia il romanzo di Didò Sotiriu, de A. Borghesi (2021)[7]